# Буда (Черкаський район)
Буда — селище в Україні, у Черкаському районі Черкаської області, підпорядковане Медведівській сільській громаді. 

## Географія
Село розташоване на території урочища Холодний Яр. Тут знаходиться відомий далеко за межами України 1100-літній дуб Максима Залізняка.

## Історія
В часи Української національної революції 1917–1921 років Буда, як і Мельники та більшість довколишніх сіл, підтримувала українську владу та збройно відстоювала українську незалежність. Буда належала до так званої Холодноярської республіки, що проіснувала на цих теренах до 1924 року, визнавала підпорядкованість українському уряду та зі зброєю в руках боронила українську державність від білих та червоних окупантів.
Під час другої світової війни місцеві жителі активно допомагали холодноярським червоним партизанам та воякам УПА. Вони постачали їм харчі, одяг, взуття, медикаменти, здобували розвідувальні дані. За допомогу партизанам німці розправилися з мешканцями Буди. На світанку 18 червня 1943 року німці увірвалися на хутір і спалили його. Вони замордували і розстріляли 84 мешканців, у тому числі і Марію Проценко з немовлям, яке щойно народилося. Сховалися у ямі лише І. П. Канюка з дружиною та сестрою, П. Я. Богуславський. Втік з-під розстрілу О. П. Чиж. Вони й розповіли про Будинську трагедію.
25 липня 2015 року Святійший Патріарх Філарет в Буді освятив храм на честь останнього Кошового отамана Запорізької Січи святого праведного Петра Багатостраждального (Калнишевського).

## Пам'ятники
В селищі, на території музейно-етнографічного комплексу «Дикий хутір», біля церкви Святого Праведного Петра Багатостраждального (Калнишевського) встановлено перший в Україні пам'ятник Небесній сотні.

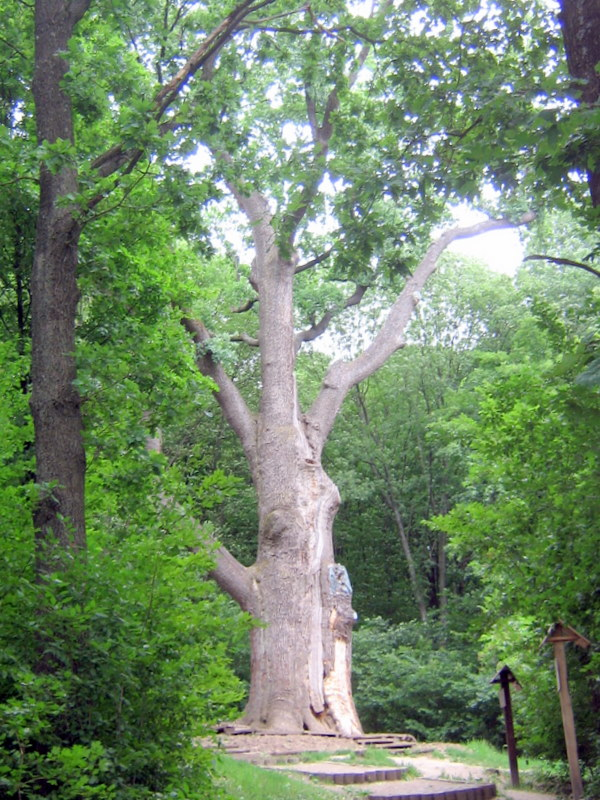
1100-літній дуб Максима Залізняка
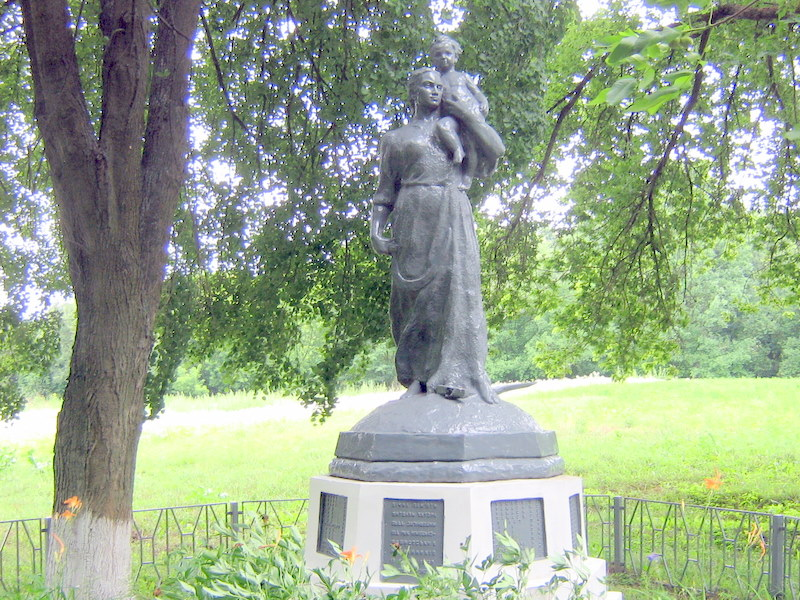
Пам'ятник односельцям, загиблим у 1943 році від рук німецьких каральних загонів
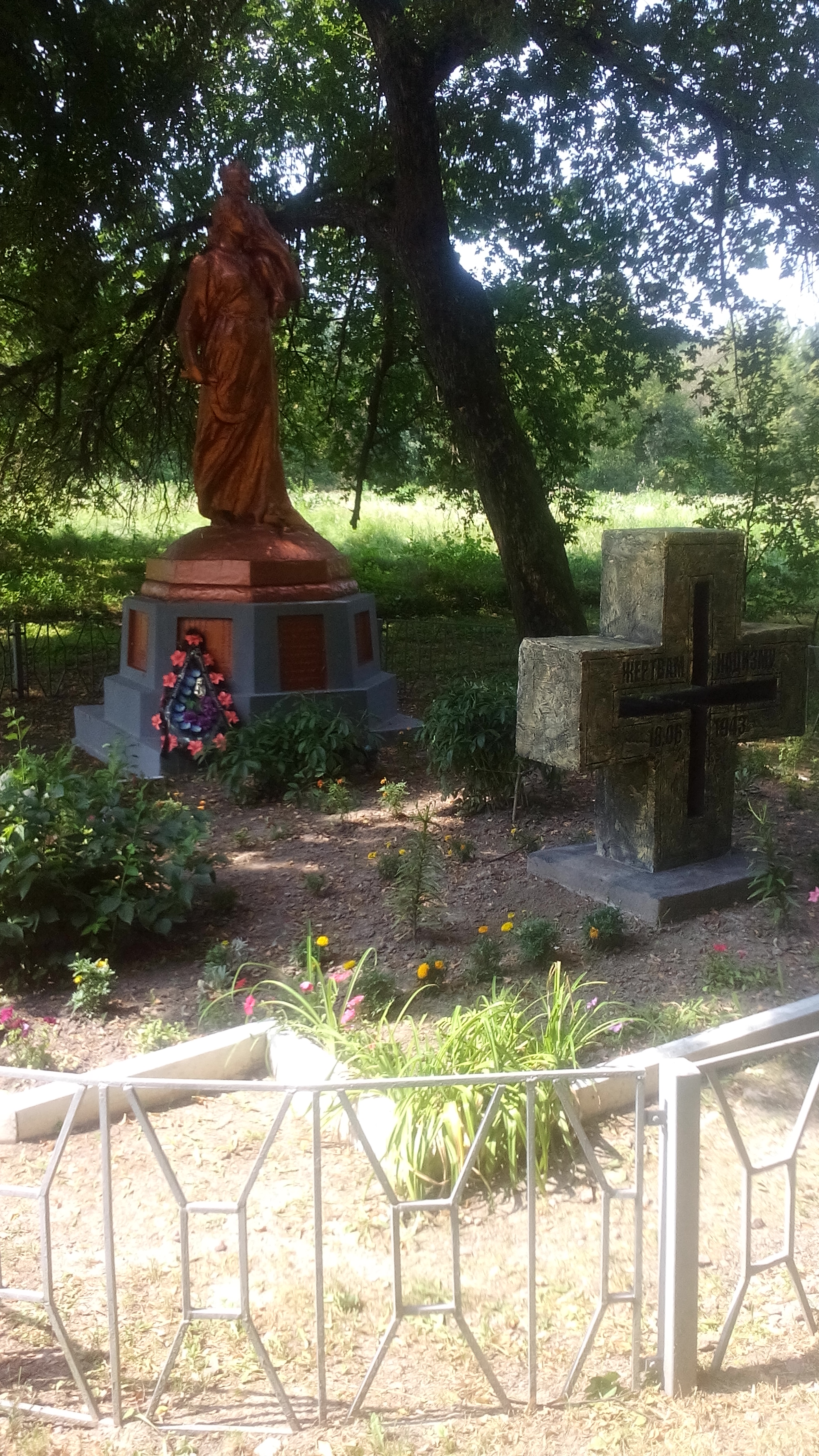
Пам'ятник односельцям, загиблим у 1943 році від рук німецьких каральних загонів
Пам'ятник Небесній сотні.
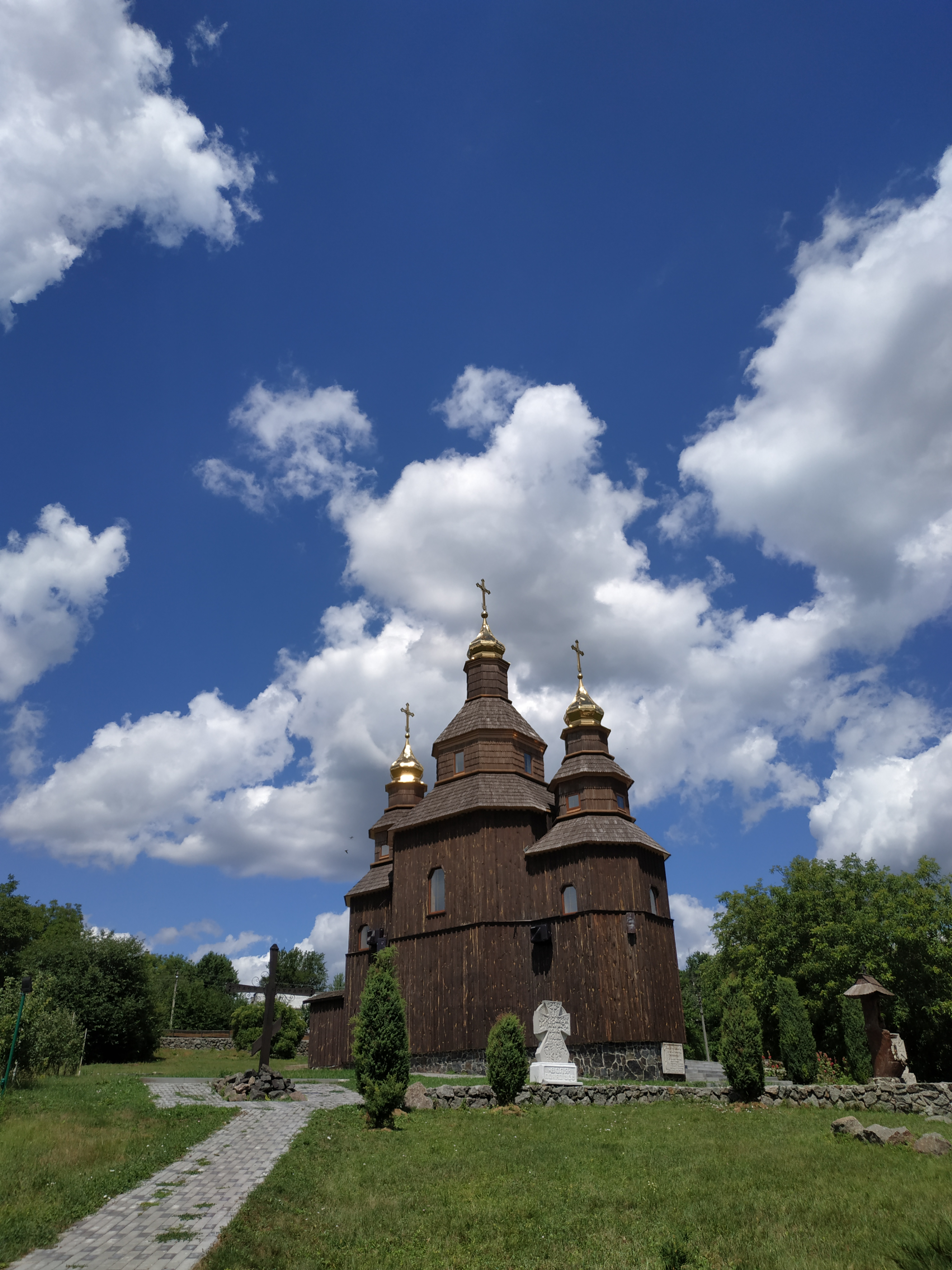
Церква святого Петра Калнишевського
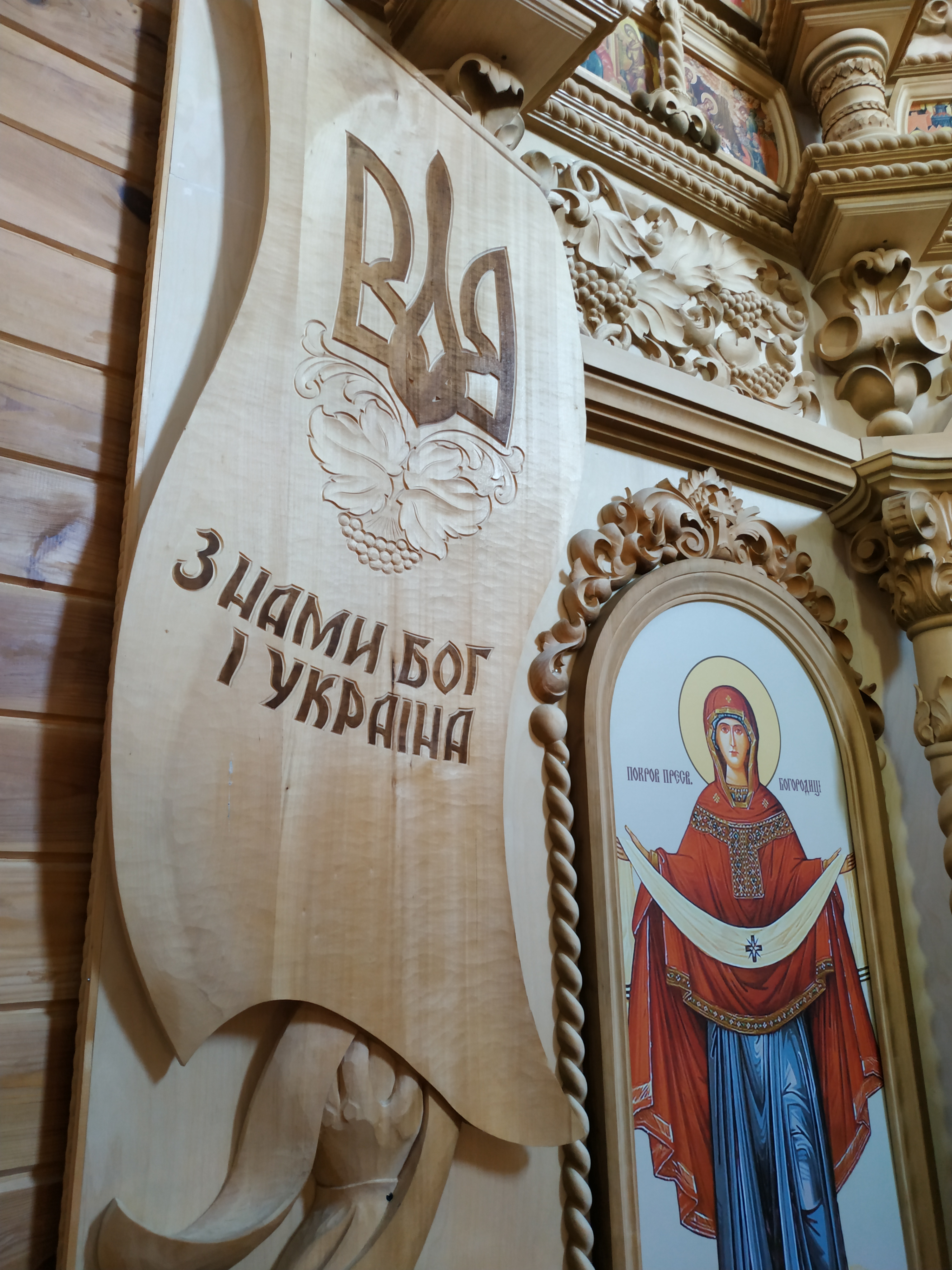
Іконостас церкви святого Петра Калнишевського
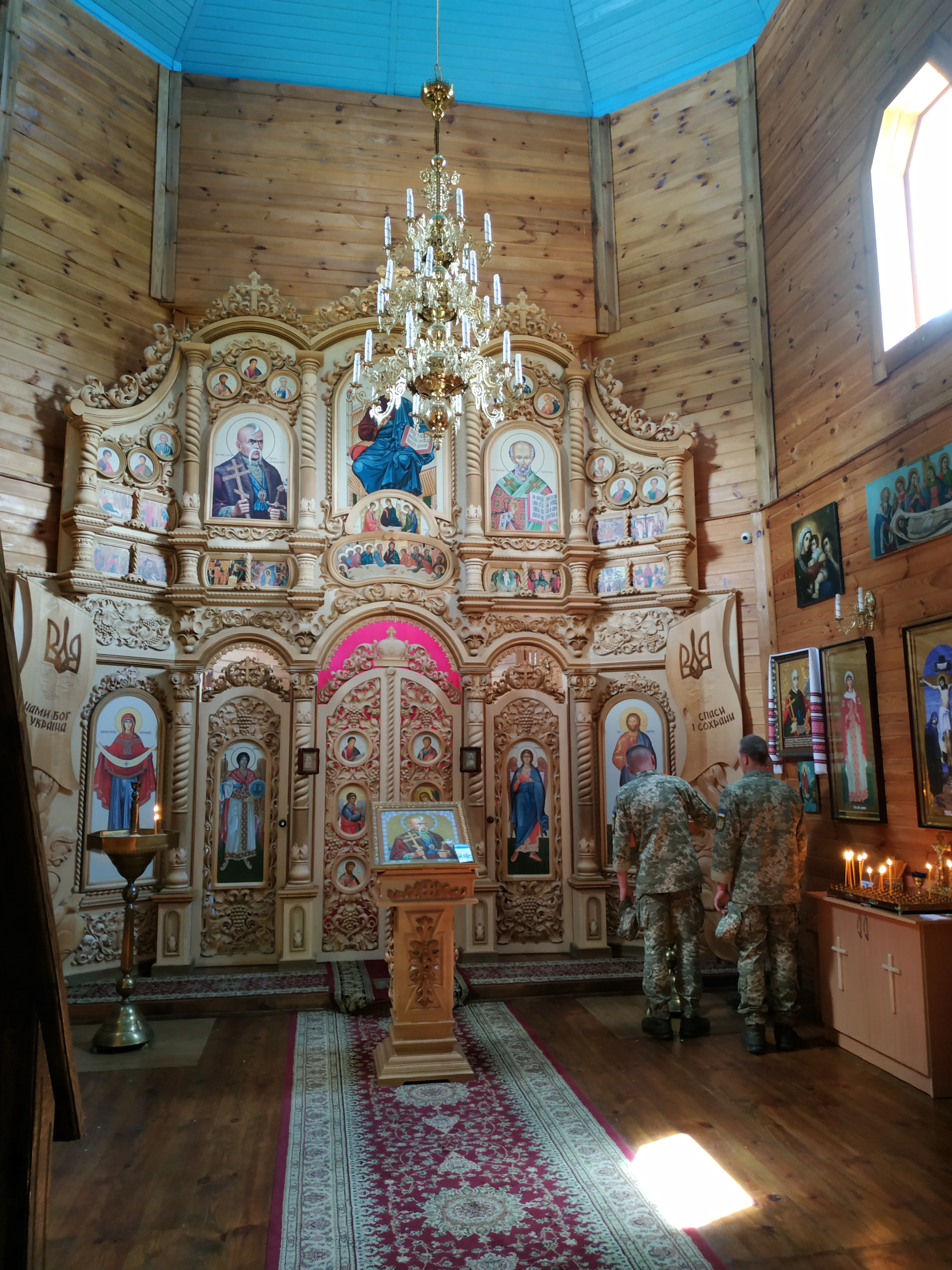
Іконостас церкви святого Петра Калнишевського